# 國防部服役獎章
國防部服役獎章（National Defense Service Medal）是美國的一項跨軍種通用勳獎。該勳獎根據美國總統艾森豪簽發的第10448號行政命令，於1953年4月22日設立。其設立目的，在於獎勵於不同「國際危機」期間服役的美軍。此獎章同時用作綜合性的戰役獎章。
國防部服役獎章是美國其一在役最長時間的軍事獎章。曾在以下四個時期服役的美軍，均可獲得一枚國防部服役獎章。若士兵或部隊曾參與多於一個時期的戰役，可獲得額外獎章，並在其獎章加上一枚銅質服役星章（即戰鬥之星）。首次獲獎不可以在獎章上加上銅質星章；加上首枚銅質星章，即代表獲獎者已經是第二次獲頒該獎章，如此類推。
- 韓戰：1950年6月27日至1954年7月27日
- 越戰：1961年1月1日至1974年8月14日
- 海灣戰爭：1990年8月2日至1995年11月30日
- 反恐戰爭：2001年9月11日至2022年12月31日

## 獎章設計
獎章由美國陸軍紋章學院的雕匠設計。獎章正面為一隻立於劍及棕櫚葉的美國禿鷹；「NATIONAL DEFENSE（國防）」字樣在其上方；而獎章背面為一道盾，下方為一片橡葉。